# Filip Kaňkovský
Filip Kaňkovský (* 1. května 1985 Praha) je český herec.

## Životopis

### Rodina, studium
Již při studiu na hudebním gymnáziu působil v dramatickém souboru. Začal studovat hru na klavír na Státní konzervatoři, studium dokončil v letech 2006–2009 na Konzervatoři Jaroslava Ježka v Praze. Od roku 2009 studoval obor činoherní herectví na Divadelní fakultě Akademie múzických umění, v ročníku vedeném Evou Salzmannovou a Aloisem Švehlíkem (absolvoval v roce 2015).

### Angažmá
Hrál mimo jiné v Činoherním studiu v Ústí nad Labem, v Divadle Minor a v Divadle Komedie. Od 1. ledna 2014 je členem Činohry Národního divadla, předtím však od roku 2011 v ND již hostoval.

### Další činnost
Od roku 2007 vystupuje v českých i zahraničních filmech a také v televizi. Zabývá se hudbou a je frontmanem v hudební skupině Green Småtroll, kde zpívá a hraje na klávesy. Název skupiny pochází z norštiny a znamená „zelení malí trollové“. V roce 2009 skupina získala Cenu Anděl v kategorii Ska & Reggae. Jako muzikant spolupracuje rovněž s dalšími skupinami a interprety. Působí jako reggae selector pod pseudonymem Papa Kani. Je také členem divadelního uskupení Tygr v tísni.

## Ocenění
- 2018 Cena ředitele ND pro umělce do 35 let[4]

## Divadelní role, výběr
- 2008 Chuck Palahniuk, Johana Součková: Klub rváčů, Činoherní studio Ústí nad Labem
- 2011 Juraj Herz, Jan Drbohlav, Josef Hanzlík: Deváté srdce, Wolfgang (j. h.), Stavovské divadlo, režie Juraj Herz
- 2011 Josef Topol: Konec masopustu, Jindřich (j. h.), Národní divadlo, režie Jan Antonín Pitínský
- 2011 Kristýna Kočí, Tomáš Svoboda: Blonďatá bestie, A studio Rubín
- 2012 Tadeusz Słobodzianek: Naše třída, Rysiek, Divadlo Komedie, režie Jan Novotný
- 2012 Viliam Klimáček: Rozkvetly sekery, Ivo, Divadlo Komedie, režie Vojtěch Štěpánek
- 2013 Eva Leinweberová a kol.: O Smolíčkovi, Divadlo Minor, režie Eva Leinweberová
- 2014 Josef Čapek, Karel Čapek: Ze života hmyzu, Felix, Národní divadlo, režie Daniel Špinar
- 2014 Jiří Adámek, Ivan Lamper: Po sametu, Občan, Politik, Houbař, Televizní divák a další, Nová scéna, režie Jiří Adámek
- 2014 A. N. Ostrovskij: Les, Petr, Stavovské divadlo, režie Michal Dočekal
- 2014 Josef Kajetán Tyl: Strakonický dudák aneb Hody divých žen, Vocilka, Národní divadlo, režie Jan Antonín Pitínský
- 2015 Maurice Maeterlinck: Modrý pták, Tyltyl, Stavovské divadlo, režie Štěpán Pácl
- 2015 Ondřej Havelka, Martin Vačkář: V rytmu swingu buší srdce mé, R. A. Dvorský a mnohé jiné, Národní divadlo, režie Ondřej Havelka
- 2015 Mike Bartlett: Zemětřesení v Londýně, Tom, Nová scéna, režie Daniel Špinar
- 2016 Caryl Churchill: Láska a informace, Hrají, Nová scéna, režie Petra Tejnorová
- 2016 Ludvík Vaculík, Marie Nováková: Morčata, divadelní uskupení Tygr v tísni, režie Ivo Kristián Kubák
- 2017 Federico García Lorca: Krvavá svatba, Leonardo, Stavovské divadlo, režie SKUTR (Martin Kukučka, Lukáš Trpišovský)
- 2018 Jiří Adámek: Nová Atlantida, Hrají, Nová scéna, režie Jiří Adámek
- 2018 Jan Frič, Milan Šotek a kol.: Zbyhoň!, Filip, Nová scéna, režie Jan Frič
- 2022 František Hrubín: Kráska a zvíře, Filipán, Národní divadlo, režie Daniel Špinar

## Filmografie

### Filmy
- 2007 …a bude hůř, role: Špína, režie Petr Nikolaev
- 2009 Klub osamělých srdcí, Karel, režie Petr Nikolaev
- 2009 Jarmareční bouda, režie Pavel Dražan
- 2011 Westernstory, Ivánek, režie Vlastimil Peška
- 2011 Lidice, režie Petr Nikolaev
- 2012 Muž, který se směje, režie Jean-Pierre Améris
- 2012 Haka (studentský film), Kryštof, režie Adam Hobzík
- 2013 Příběh kmotra, Zdeněk Zahrádka, režie Petr Nikolaev
- 2013 Návrat do Adriaportu, režie Adéla Babanová
- 2014 Serena, Chopper, režie Susanne Bierová
- 2014 Místa, režie Radim Špaček
- 2015 Americké dopisy, režie Jaroslav Brabec
- 2015 Celebrity s.r.o., Voříšek, Miloslav Šmídmajer
- 2015 Gangy Berlína, režie Marvin Kren
- 2017 Čára, Viktor, režie Peter Bebjak
- 2017 Miluji tě modře, režie Miloslav Šmídmajer
- 2017 8 hlav šílenství, režie Marta Nováková

### Televizní seriály
- 2013 Škoda lásky (díl S jedním uchem na veselo), role: Richard, režie Petr Zahrádka
- 2014 Případy 1. oddělení (díl Hodinka k dobru), režie Dan Wlodarczyk
- 2015 Policie Modrava (díl Případ kocoura Mikeše), režie Jaroslav Soukup
- 2016 Modré stíny (Epizoda 1), režie Viktor Tauš
- 2017 Mordparta (díl Motivátor), režie Peter Bebjak
- 2017 Bohéma (díly Dvojí tváře a Vyhrát za každou cenu), režie Robert Sedláček
- 2017 1890 (několik epizod), role: Robert Lom, režie Peter Begányi
- 2018 Inspektor Max (díl Preteky so smrťou), režie Petr Nikolaev
- 2018 Semafor (v několika dílech), režie Peter Begányi
- 2018 Specialisté (díl Policistka), režie Lukáš Hanulák
- 2021 Dvojka na zabití, role: Petr Koťátko – policejní technik
- 2022 Zoo, role: Mjr. Břetislav ,,Břéťa Kabát – policejní vyšetřovatel na kriminálce a nejlepší kamarád Petra Kříže

### Videoklipy
- 2012 Chamber Worcester: Tranzit (s Kristýnou Leichtovou)

### Hudba
- 2007 Aleš Kisil, Kateřina Mocová: Cesta kolem světa za 60 dní, režie Aleš Kisil (hudba Jan Matásek, Filip Kaňkovský, Green Småtroll)